# Kanton Saint-Germain-du-Bel-Air
Kanton Saint-Germain-du-Bel-Air (francouzsky Canton de Saint-Germain-du-Bel-Air) je francouzský kanton v departementu Lot v regionu Midi-Pyrénées. Tvoří ho 10 obcí.

## Obce kantonu
- Concorès
- Frayssinet
- Lamothe-Cassel
- Montamel
- Peyrilles
- Saint-Chamarand
- Saint-Germain-du-Bel-Air
- Soucirac
- Ussel
- Uzech